# Punchy (Somme)
Punchy település Franciaországban, Somme megyében. Lakosainak száma 79 fő (2022. január 1.). Punchy Chaulnes, Fonches-Fonchette, Hallu és Puzeaux községekkel határos.

## Népesség
A település népességének változása:
| Lakosok száma | 78   | 85   | 90   | 87   | 88   | 92   | 83   | 81   | 79   |
|               | 2013 | 2015 | 2016 | 2017 | 2018 | 2019 | 2020 | 2021 | 2022 |